# Moon.
Moon. ist ein Erogē- und Ren’ai-Adventure das von dem japanischen Spieleentwickler Tactics, einer Marke des Unternehmens Nexton, entwickelt wurde. Es erschien am 21. November 1997 erstmals für Windows 95 auf dem PC auf CD-ROM. Die Entwickler beschrieben es selbst als ein „das Herz erreichendes Adventure“ (jap. 心に届くAVG, Kokoro ni Todoku AVG). Der Spieler schlüpft in die Rolle der jungen Ikumi Amasawa, die den Tod ihrer Mutter aufklären will und sich in die Machenschaften der Organisation FARGO verstrickt. Dabei baut sie enge Beziehungen zu den ebenfalls weiblichen Heldinnen auf. Moon. hebt sich durch die Wahl eines weiblichen Protagonisten von der Masse der Ren’ai-Adventures ab, die überwiegend auf eine männliche Hauptfigur setzen.

## Spielmechanik
Moon. benötigt, wie für Ren’ai-Adventure üblich, nur eine geringe Interaktion vom Spieler, der die meiste Zeit mit dem Lesen der angezeigten Texte beschäftigt ist. Die Präsentation wird durch Hintergrundgrafiken der Szenen, Charakteren im Stile eines Manga und einer der Situation angepassten Hintergrundmusik unterstützt. Der Spieler schlüpft dabei in die Rolle der Protagonistin, die sich hauptsächlich im Dialog mit den anderen Figuren befindet, aber auch ihre inneren Gedanken und Gefühle preisgibt. In zeitlich variablen Abständen kann an Entscheidungspunkten aus mehreren Möglichkeiten (üblicherweise zwei oder drei) ausgewählt werden. Der Spieler lenkt damit die Handlung in eine gewisse Richtung um bei mehrmaligem Durchspielen unterschiedliche Handlungsstränge einzuschlagen und auch Pfade zu erotische Inhalte zu finden. Zwischenzeitlich wird dieses Konzept leicht unterbrochen wenn der Spieler sich von einem Ort zum anderen bewegen muss. Dazu klickt er sich durch die Korridore und Landschaften der Spielwelt.
Das Spiel gliedert in 20 Abschnitte mit eigenem Titel in englischer Sprache die in schwarzer Schrift, unterbrochen von einzeln hervorgehobenen roten Buchstaben, präsentiert werden. Es gibt sieben mögliche Enden, von denen eines als „echtes Ende“ bezeichnet wird. In zwei Fällen ergibt sich ein gewöhnliches und in den verbleibenden vier Fällen ein schlechtes Ende. In der Originalfassung wurde ein Bonus-Rollenspiel eingebaut, welches im Hauptmenu erschien, nachdem Moon. mindestens einmal durchgespielt wurde. Dieser Bestandteil wurde bei der vollständig vertonten DVD-Fassung entfernt.

## Überblick über die Handlung
Ikumi Amasawa (天沢 郁未, Amasawa Ikumi, Synchronsprecher (Seiyū): Ruru), die junge Protagonistin, findet heraus, dass die Organisation FARGO mit dem Tod ihrer Mutter Miyoko (天沢 未夜子, Amasawa Miyoko) in Beziehung steht. Miyoko starb sechs Jahre vor Beginn der Handlung unter mysteriösen Umständen. Um diese aufzuklären versucht Ikumi ebenfalls der Organisation beizutreten und besucht mit in einer Gruppe von zehn Mädchen ein Seminar um aufgenommen zu werden. Auf der gemeinsamen Fahrt zu FARGO lernt sie zwei Mädchen kennen die ihr ähnliche Ziele verfolgen. Dies sind Haruka Mima (巳間 晴香, Mima Haruka, Seiyū: Aya), die ihren älteren Bruder beschützen will, und Yui Nakura (名倉 由依, Nakura Yui, Seiyū: Miya Serizono), die auf der Suche nach ihrer großen Schwester Yuri (名倉 友里, Nakura Yuri, Seiyū: Komugi Nishida) ist. Ihr zugewiesenes Zimmer teilt sich Ikumi Jungen „Shōnen“ (少年, Seiyū: Arashi Tsunami) der ihr viel über die Vergangenheit ihrer Mutter zu berichten weiß und dessen wahrer Name nie genannt wird. Zusammen mit ihren neuen Freunden versucht sie hinter die Geheimnisse der Organisation zu kommen. Ihnen stehen dabei die vom Glauben in die Organisation überzeugte Yōko Kanume (鹿沼 葉子, Kanume Yōko, Seiyū: Satomi Kodama) und Tsuki (月, engl. „Moon“), Antagonist und Anführer von FARGO, gegenüber. Je nach Auswahl des Spielers ergeben sich dabei Szenarien mit sehr unterschiedlichen Enden, die auch die vergangenen Ereignisse unterschiedlich darlegen.

## Beteiligte
Die Produktion von Moon. wurde von YET11 geleitet und Jun Maeda entwarf das Szenario, das er in Zusammenarbeit mit Naoki Hisaya niederschrieb. YET11 und Jun Maeda waren ebenfalls zu geringen Anteilen an der Produktion der Musik beteiligt, die hauptsächlich von Shinji Orito in Mithilfe von Ishisan komponiert wurde. Die künstlerische Leitung übernahm Itaru Hinoue während die Computergrafiken von Miracle ☆ Mikipon und Shinory erstellt wurden.

## Veröffentlichungen
Das Spiel wurde am 21. November 1997 für Windows 95 auf dem PC als CD-ROM veröffentlicht. Mit Moon.Renewal (21. August 1998) und Memorial Selection Moon. (14. September 2000) erschienen zwei Neuauflagen des Spiels die hauptsächlich die Unterstützung neuerer Betriebssysteme sicherstellten und kaum Veränderungen am Spiel vorgenommen wurden.
Mit Moon.DVD – Final Version und Moon. DVD LimitedEdition. wurden am 12. Juli 2002 vollständig vertonte Fassungen auf DVD veröffentlicht. Die Computergrafiken wurden überarbeitet und ein animierter Vorspann ergänzt. Am 20. September 2002 erfolgte eine Umsetzung der Moon. DVD LimitedEdition. auf 3 CDs als Moon. CD LimitedEdition.
Die bisher letzte Veröffentlichung des Spiels war eine am 30. Januar 2003 als DVD Players Game (DVDPG) herausgegebene Fassung mit dem Titel Moon.DVDPG Edition.

## Verwandte Medien
Die Handlung von Moon. wurde in einer gleichnamigen Light Novel Moon. ISBN 4-89601-387-5 durch Midori Tateyama aufgegriffen. Das 255 Seiten umfassende Buch wurde seit dem Juli 1998 durch Movic veröffentlicht. Diesem folgte im Oktober 1998 das Artbook タクティクスMOON.&ONE〜輝く季節へ〜設定原画集 ISBN 4-87763-014-7 das Skizzen und Originalzeichnungen von Moon. und One – Kagayaku Kisetsu e des Studios enthielt, die mit Kommentaren der Ersteller versehen waren.
Zu dem Spiel und dessen Vorgänger Dōsei wurde der Soundtrack Dōsei and Moon. Original Soundtracks, eine Zusammenfassung von Musikstücken aus beiden Spielen, auf dem Comiket 58 angeboten. Die von Exobitant Records veröffentlichte CD beinhaltete 31 Musikstücke, wovon die ersten 15 aus Dōsei und letztere aus Moon. stammten.

## Rezeption
Die Verkaufszahlen waren nicht überdurchschnittlich, und so tauchten die beiden Varianten Moon.DVD und Moon.Limited im Jahr 2002 nur kurz in den wöchentlichen Verkaufscharts der 50 meistverkauften Bishōjo-Spiele Japans auf.
Obwohl Moon. kein großer Erfolg war legte es die Grundbausteine für das für den später aus Tactics hervorgehenden Spieleentwickler Key, der von einem Großteil der Beteiligten nach Abschluss des Folgewerks One – Kagayaku Kisetsu e gegründet und durch die Werke Kanon, Air, Clannad und deren Adaptionen international bekannt wurde. In vielen der Spiele von Key finden sich immer wieder Cameo-Auftritte der Charaktere früherer Werke. So finden sich die Charaktere aus Moon. beispielsweise auch in One: Kagayaku Kisetsu e an einer Bar wieder. Ayu Tsukimiya aus Kanon erschrickt beispielsweise vor einem Filmplakat eines Horrorfilms mit einer eindeutigen Anspielung auf Moon.